# Angelo Guerra d'Anagni
Angelo Guerra, detto Angelo Guerra d'Anagni (Anagni, 4 dicembre 1537 circa – Napoli, 6 dicembre 1613 circa), è stato un pittore italiano.

## Biografia
Non sono molto chiare le notizie su questo pittore tardo manierista. Infatti, molto scarne sono le notizie documentate che riguardano le sue vicende artistiche e biografiche. Si conosce con esattezza la sua zona di origine, Anagni la, ma non si conosce la data esatta della sua nascita. 
La studiosa Sonia Testa ha suddiviso la vita di Angelo Guerra in 6 periodi documentati.
Il primo periodo documentato è quello di Tagliacozzo, dove l'artista anagnino è presente nel 1557.
Nel comune abruzzese le sue opere si possono ammirare presso la Chiesa di Santa Maria del Soccorso.
Nella zona dell'altare maggiore vi sono due quadretti di piccolo formato, uno raffigura la Nascita di Maria (firmato e datato).
L'altro raffigurante l'Assunzione in cielo di Maria. 
Presumibilmente anche gli affreschi della zona dell'altare (Maria Maddalena, San Marco, Madonna con Bambino) sono opera dell'artista.
Il periodo di Sermoneta, in cui l'artista è documentato nel 1602 nell'Eremo di San Francesco, dove realizza la decorazione delle 28 lunette del chiostro. Probabilmente a Sermoneta vi sono altre opere che possono essere riferite all'artista anagnino.
Il periodo di Scurcola Marsicana, in cui l'artista è documentato nel 1604 nella Chiesa della Santissima Trinità, edificio di culto a navata unica, con cappelle disposte ai lati. In particolare l'operato del Guerra è rintracciabile (affresco datato e firmato) nella Cappella dell'Angelo Custode (Cappella Vetoli) dove ha affrescato, nella parete di fondo, la scena con la Passione di Cristo, angeli, santi, la Vergine, S. Giovanni.
Il periodo di Anagni, dove Angelo Guerra è documentato nel 1606 e dove avrebbe realizzato, secondo il De Magistris, una edicola raffigurante la Madonna della Consolazione, che andò poi distrutta.
Il periodo di Posta Fibreno, dove il Guerra è documentato nel 1608.
Il periodo di Trisulti, in cui l'artista, probabilmente ormai settantenne, ha realizzato nel 1613, presso la Certosa, diverse opere, delle quali rimane però solo il quadro raffigurante San Carlo Borromeo che amministra la comunione ad alcuni appestati. In quest'opera è rintracciabile lo stile più maturo, più articolato, sicuramente più raffinato dell'artista.